# 옥련중학교
옥련중학교(玉蓮中學校)는 대한민국 인천광역시 연수구 옥련동에 있는 공립 중학교이다.

## 학교 연혁
- 1998년 7월 15일 : 옥련중학교 착공
- 1998년 10월 15일 : 학교 설립 인가
- 1999년 3월 1일 : 정현이 초대 교장 취임
- 1999년 3월 5일 : 개교(제1회 입학식 12학급 526명)
- 2023년 12월 26일 : 제23회 졸업식(168명) 연인원(7,262명)
- 2024년 3월 4일 : 제26회 입학식(6학급 181명)
- 2024년 9월 1일 : 제11대 위순엽 교장 취임

## 참고 자료
- 옥련중학교 - 한국교육학술정보원 학교알리미